# El Congrés i els Indians
El Congrés i els Indians este un cartier din districtul 9, Sant Andreu, al orasului Barcelona.